# Synammia feuillei
Synammia feuillei là một loài thực vật có mạch trong họ Polypodiaceae. Loài này được (Bertero) Copel. miêu tả khoa học đầu tiên năm 1947.